# Школа-интернат

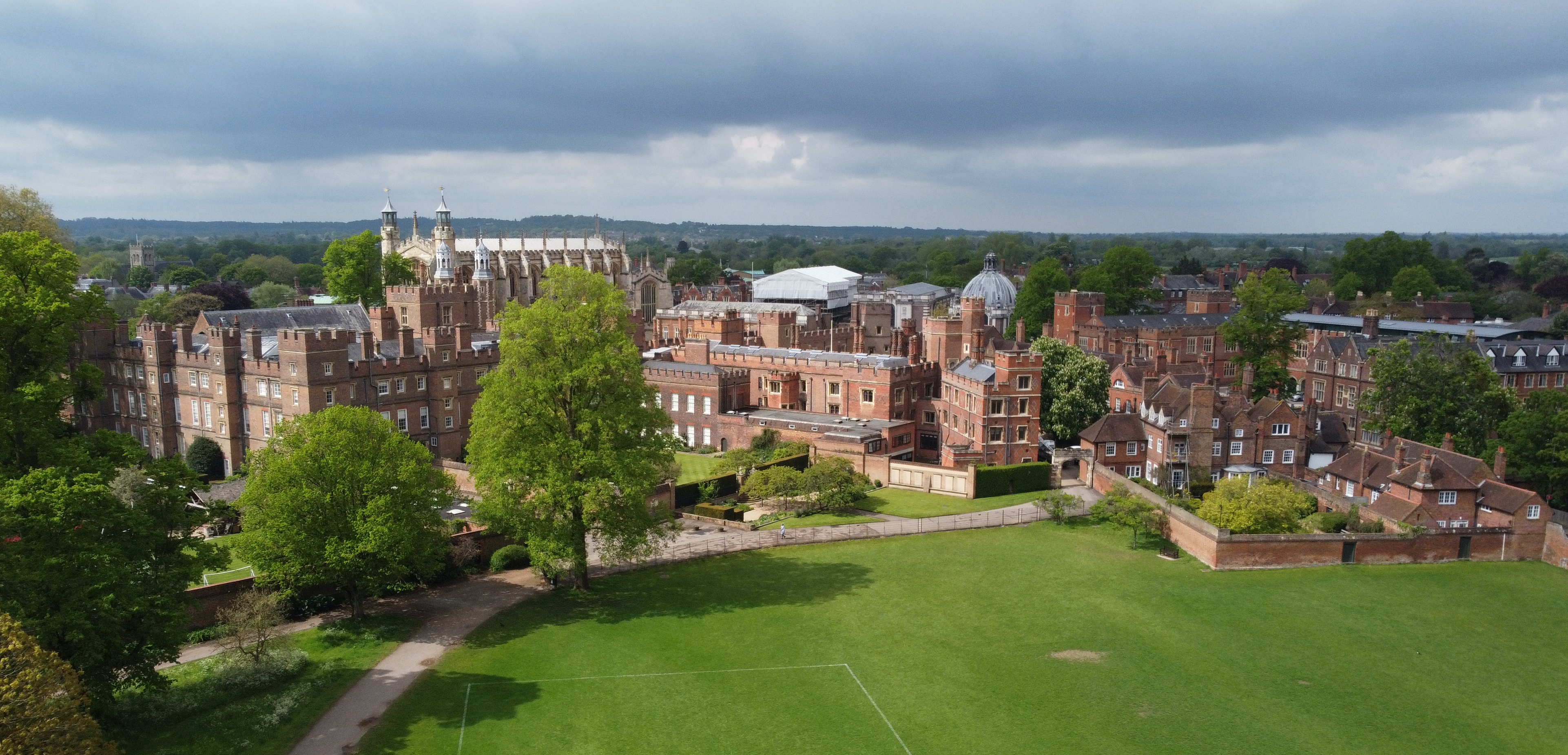
Итонский колледж — знаменитая частная британская школа-интернат для мальчиков

Шко́ла-интерна́т — образовательное учреждение с круглосуточным пребыванием обучающихся, созданное в целях воспитания детей, формирования у них навыков самостоятельной жизни и всестороннего раскрытия творческих и интеллектуальных способностей.
Слово «интернат» произошло от латинского internus (внутренний).

## Классификация школ-интернатов в России

### По образовательной программе
- Общеобразовательные,
- Специальные, с углублённым изучением некоторых дисциплин,
- Коррекционные, с обучением, ориентированным на ограниченные способности.

### По контингенту
- Для детей-сирот и детей, оставшихся без попечения родителей,
- Для детей-инвалидов[1],
- Для одарённых детей[2],
- Для «трудных» подростков[3] (коррекционные).

## Общеобразовательные школы-интернаты
- начального общего, основного общего и среднего (полного) общего образования;
- с углублённым изучением предметов (например, физико-математические школы-интернаты и тому подобные);
- гимназии-интернаты;
- лицеи-интернаты;
- санаторно-лесные школы, санаторные школы-интернаты;
- кадетские корпуса;
- спортивные интернаты.

## Специальные (коррекционные) школы-интернаты
Обозначаются номером типа по следующему списку:
1. Для глухих и слабослышащих детей,
2. Для слабослышащих детей,
3. Для слепых и слабовидящих детей,
4. Для слабовидящих детей,
5. Для детей с нарушениями речи,
6. Для детей с ДЦП,
7. Для детей с ЗПР,
8. Для детей с умственной отсталостью.

На конец 2004 года в России насчитывалось 692 школы-интерната общего типа, в том числе школ-интернатов для детей-сирот — 150, для детей-инвалидов — 1410. Общее число воспитанников в общеобразовательных школах-интернатах — 342,6 тыс. чел (из них около 74 тыс. — детей-сирот и детей, оставшихся без попечения родителей).

## Образование в школах-интернатах
По просьбе родителей (людей, их заменяющих) директор школы-интерната может отпускать воспитанников домой на время каникул, в воскресные и праздничные дни, а по уважительным причинам — и в другие дни.
За содержание воспитанников в школе-интернате с родителей (людей, их заменяющих) взимается плата в установленном порядке.
Воспитанники школы-интерната обеспечиваются в соответствии с установленными нормами одеждой, обувью, постельными принадлежностями, предметами личной гигиены, а также учебниками, школьно-письменными принадлежностями, играми и игрушками, хозяйственным инвентарём.

## Школы-интернаты в кинематографе
- Республика ШКИД,
- Дикая любовь,
- Три беглеца,
- Итальянец,
- Чёрная лагуна,
- Чёрная лагуна: Вершины,
- Обитель Анубиса,
- Закрытая школа.